# CV-860
La CV-860 es una carretera autonómica valenciana que comunica Elche con bastantes municipios de la Vega Baja como San Fulgencio, Rojales, Benijófar o Torrevieja.
Tiene una longitud de 12,3 kilómetros siendo el p.k.0 el extremo con la CV-855 y el p.k. 12,300 con la CV-905. Esta vía permite 

## Nomenclatura
La carretera CV-860 pertenece a la red de carreteras secundarias de la Generalidad Valenciana. Su nombre viene de la CV (que indica que es una carretera autonómica de la Comunidad Valenciana) y el 860 es el número que recibe dicha carretera, según el orden de nomenclaturas de las carreteras de la Comunidad Valenciana.

## Trazado actual
Esta carretera nace en una intersección mediante rotonda con la CV-855 en el término municipal de Elche. Desde allí se dirige hacia el sur circunvalando por el oeste la localidad de San Fulgencio. Pasando la localidad hay una intersección a distinto nivel con la CV-91, posteriormente circunvala Rojales también por el oeste. Al pasar la población coincide en el trazado con la CV-920 dirigiéndose hacia el oeste dirección Benijófar. Al llegar a la localidad se separa de la vía antes mencionada dirigiéndose hacia el sur acabando en Ciudad Quesada, en una rotonda, donde si se quiere seguir en dirección Torrevieja hay seguir hacia el sur por la CV-905.